# PLEKHA1
PLEKHA1 (англ. Pleckstrin homology domain containing A1) – білок, який кодується однойменним геном, розташованим у людей на короткому плечі 10-ї хромосоми. Довжина поліпептидного ланцюга білка становить 404 амінокислот, а молекулярна маса — 45 553.
| 10         |  | 20         |  | 30         |  | 40         |  | 50         |
| ---------- |  | ---------- |  | ---------- |  | ---------- |  | ---------- |
| MPYVDRQNRI |  | CGFLDIEENE |  | NSGKFLRRYF |  | ILDTREDSFV |  | WYMDNPQNLP |
| SGSSRVGAIK |  | LTYISKVSDA |  | TKLRPKAEFC |  | FVMNAGMRKY |  | FLQANDQQDL |
| VEWVNVLNKA |  | IKITVPKQSD |  | SQPNSDNLSR |  | HGECGKKQVS |  | YRTDIVGGVP |
| IITPTQKEEV |  | NECGESIDRN |  | NLKRSQSHLP |  | YFTPKPPQDS |  | AVIKAGYCVK |
| QGAVMKNWKR |  | RYFQLDENTI |  | GYFKSELEKE |  | PLRVIPLKEV |  | HKVQECKQSD |
| IMMRDNLFEI |  | VTTSRTFYVQ |  | ADSPEEMHSW |  | IKAVSGAIVA |  | QRGPGRSASS |
| EHPPGPSESK |  | HAFRPTNAAT |  | ATSHSTASRS |  | NSLVSTFTME |  | KRGFYESLAK |
| VKPGNFKVQT |  | VSPREPASKV |  | TEQALLRPQS |  | KNGPQEKDCD |  | LVDLDDASLP |
| VSDV       |  |            |  |            |  |            |  |            |

A: Аланін

C: Цистеїн

D: Аспарагінова кислота

E: Глутамінова кислота

F: Фенілаланін

G: Гліцин

H: Гістидин

I: Ізолейцин

K: Лізин

L: Лейцин

M: Метіонін

N: Аспарагін

P: Пролін

Q: Глутамін

R: Аргінін

S: Серин

T: Треонін

V: Валін

W: Триптофан

Кодований геном білок за функцією належить до фосфопротеїнів. 
Задіяний у такому біологічному процесі, як альтернативний сплайсинг. 
Білок має сайт для зв'язування з ліпідами. 
Локалізований у клітинній мембрані, цитоплазмі, ядрі, мембрані.